# Altes Wasserkraftwerk Rheinfelden

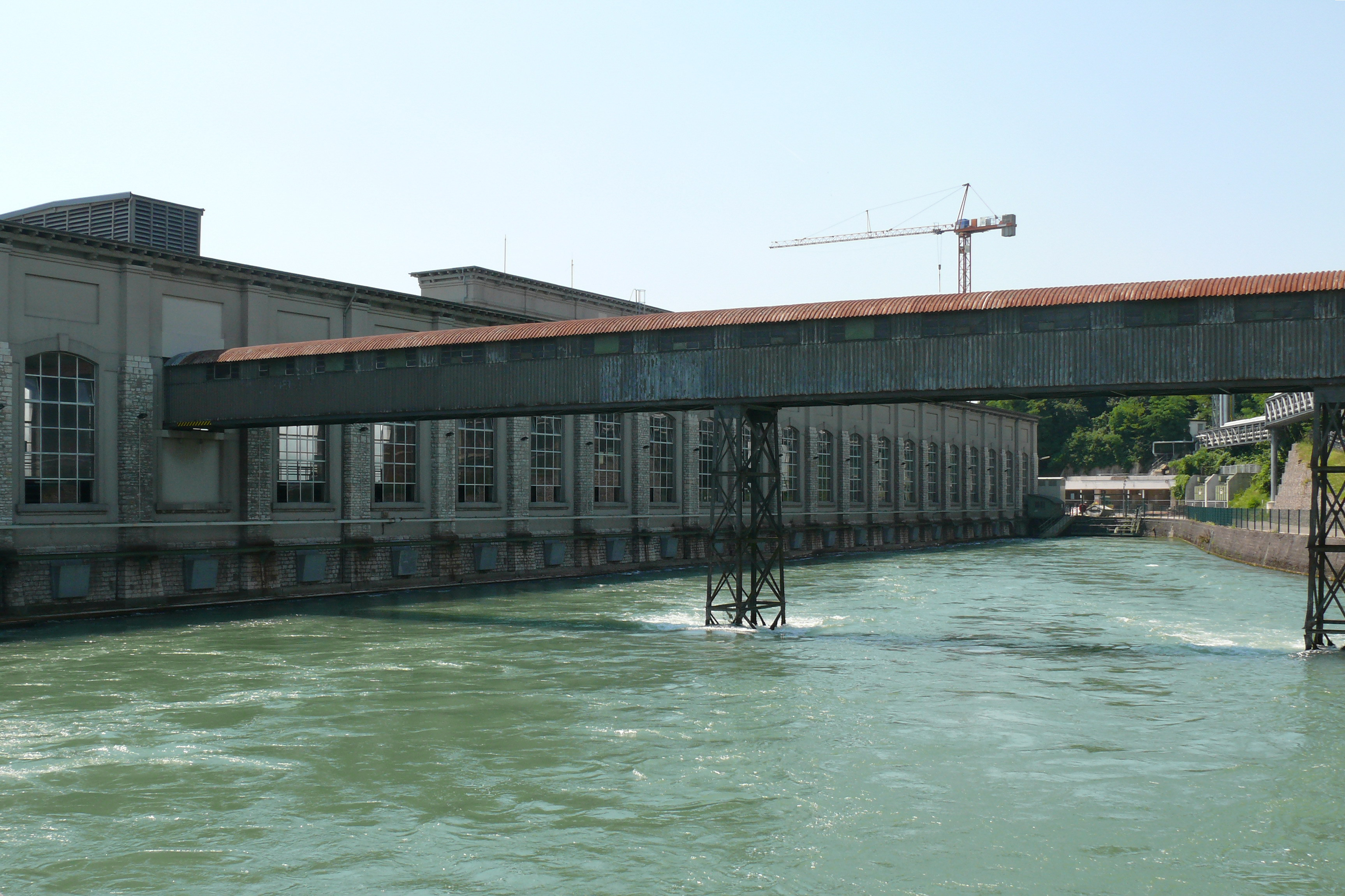
Das alte Kraftwerk vom Oberwasserkanal aus gesehen, im Vordergrund die Energieableitungsbrücke

Das Alte Wasserkraftwerk Rheinfelden auf dem Gebiet der badischen Stadt Rheinfelden war bis zu seinem Abriss 2011 das älteste bestehende große Flusskraftwerk in Europa. Es ging 1898 mit 20 Turbinensätzen und einer Leistung von 10 Megawatt in Betrieb. Im April 1894 erteilte der Kanton Aargau und im Mai 1898 das Großherzogtum Baden dem damaligen Kraftwerksbetreiber Kraftübertragungswerke Rheinfelden (KWR) die notwendigen Konzessionen für eine Laufzeit von mindestens 90 Jahren.
Zuletzt wurde das Kraftwerk von der Energiedienst betrieben. 2011 wurde das Alte Kraftwerk abgebrochen und vom Neuen Wasserkraftwerk ersetzt, das sich wenige hundert Meter flussaufwärts befindet.

## Beschreibung
Ein Wehr leitete einen Teil des Hochrheins in einen Seitenkanal, und von dort in das Maschinenhaus des Wasserkraftwerks.
Das Kraftwerk lag vom Oberwasser her gesehen hinter einer Rheinbiegung bei Beuggen, am Ende eines langen Einlaufkanals auf der Innenkurve des Flusses (Gleithang), während das Wehr rund 500 Meter oberhalb des Kraftwerks den Rhein aufstaut.
Das Wehr war insgesamt 197,6 Meter breit und bestand aus acht Schützen auf der Schweizer Seite, einer Flossgasse und weiteren drei Schützen, die zehn Meter breit waren und als Grundablass dienten. Ihnen folgte auf der badischen Seite der Oberwasserkanal. Beim Einlauf befand sich eine 50 Meter breite Rechenanlage. Der Oberwasserkanal hatte ein Sohlengefälle von 0,6 ‰. Entlang des Oberwasserkanals war ein 200 Meter langer Überlauf angeordnet. Auf der schweizerischen Seite neben dem ersten Schütz sowie zwischen dem achten Schütz und der Flossgasse waren je eine Fischtreppe angeordnet worden.
Der schmale, 150 Meter lange Baukörper des Maschinenhauses des Wasserkraftwerks bestand aus Stampfbeton, der mit gelblichem Haustein verkleidet war. Bemerkenswert ist, dass der Bau im Gegensatz zu später errichteten Wasserkraftwerken nicht quer, sondern aus geologischen und baugeschichtlichen Gründen längs zur Flussrichtung stand. Mit der damaligen Bautechnik erschien das Risiko, dass ein Bau quer zum Fluss dem gewaltigen Wasserdruck besonders bei Hochwasser nicht standhalten könnte, noch zu groß. Die symmetrische Fassade gliederte sich in einen auskragenden Mittelteil (zuerst vier, später sechs Maschinensätze umfassend) und zwei Seitenflügel. Der Bau erinnerte sehr stark an einen Palast. Derart symbolhaft und selbstbewusst die besondere Bedeutung pionierhafter Industriearchitektur herauszustreichen, war in der Zeit um 1900 verbreitet (man spricht geradezu von „Industrieschlössern“).
Eine Eisenbrücke für Radfahrer und Fußgänger verband das deutsche Ufer mit der gleichnamigen Schweizer Stadt Rheinfelden. Die Brücke war ursprünglich ausschließlich für Grenzgänger aus dem aargauischen Rheinfelden, die in den Industriebetrieben auf der badischen Seite arbeiteten, gedacht. Sie bestand aus Thomas-Stahl und war engmaschig in Fachwerkart genietet. Das ausführende Unternehmen Albert Buss & Cie. aus Basel verwendete dabei dieselbe Niettechnik, die zuvor schon Gustave Eiffel für seinen berühmten Turm in Paris eingesetzt hatte. Das Aussehen der Brücke wurde über die Jahre hinweg beibehalten. Sie hatte eine Länge von 210 Metern, etwa in ihrer Mitte befand sich an der Staatsgrenze Deutschland-Schweiz ein abschließbares Grenztor, das in der jüngeren Vergangenheit aber rund um die Uhr offen war. Die Fachwerkträger verliefen parallelgurtig über drei Felder, waren im Fluss also auf zwei Betonpfeilern gelagert.
Beim Bau des alten Kraftwerks standen vor allem technische Überlegungen im Zentrum. Auf die Belange der Natur wurde weniger Rücksicht genommen, behördlich vorgeschriebene Ausgleichsmaßnahmen für den Eingriff gab es damals noch nicht. Durch den Umstand, dass das Maschinenhaus am deutschen Ufer stand und nicht quer zum Rhein, wurde jedoch das ökologisch wertvolle „Gwild“, eine Felsformation im Flussbett, nicht berührt. Bereits bei der Erbauung um 1900 wurde am alten Kraftwerk ein Fischpass angelegt.

## Geschichte
Der erste Plan für ein Wasserkraftwerk bei Rheinfelden wurde von Georg von Struve, einem Neffen des republikanischen Revolutionärs Gustav Struve, bereits 1872 skizziert und 1873 erhielt er eine Konzession für das Vorhaben, die 1875 verlängert wurde. Struve starb allerdings schon 1876 und sein Plan, der ein Maschinenhaus auf der Schweizer Seite vorsah, wurde nie ausgeführt. Das Potenzial an Stromerzeugung und der Bedarf waren noch nicht zuverlässig bestimmbar.
„Die Jahrhundertwende bedeutet auch einen Wendepunkt in der Geschichte des Hochrheingebietes. […] Seitdem es möglich war, die elektrische Energie ohne größere Verluste auf große Strecken weiterzuleiten, ging man dazu über, auch am Hochrhein Großkraftwerke zu errichten, um die Wasser des Rheins für die Stromgewinnung nutzbar zu machen.“

### Baugeschichte
„Der Bau des ältesten Kraftwerkes zu Rheinfelden erforderte eine lange Vorbereitungszeit, vollzog sich aber ohne größere Auseinandersetzungen in der Öffentlichkeit. Die Initiative ging von der Schweiz aus. Schweizer Unternehmer entschlossen sich, zunächst bei Rheinfelden ein Kraftwerk zu errichten. Doch schon bald trat die AEG Berlin dem Unternehmen bei. Es wurde eine ‚vorbereitende Gesellschaft zur Nutzbarmachung der Wasserkräfte des Oberrheins‘ gegründet, und bereits 1891 wurde die Konzession für das Kraftwerk Rheinfelden erteilt. Die eigentlichen Gründer waren Emil Rathenau und Oberst Huber-Werdmüller, Örlikon/Schweiz.“

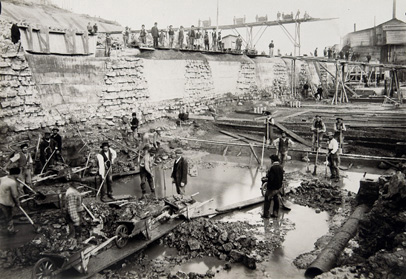
Baustelle des alten Wasserkraftwerkes Rheinfelden

Erbaut wurde das Kraftwerk nach Plänen des Bauingenieurs Conradin Zschokke. Damit wurde Zschokke zum Pionier der Schweizer Wasserkraftwerke. Das Kraftwerk war auch zugleich das erste Niederdruck-Wasserkraftwerk der Welt. Am Wasserkraftwerk bauten etwa 700 Arbeiter mit und errichteten einen rund 800 Meter langen Kanal parallel zum Rhein. Quer zum Fluss wurde ein etwa 360 Meter langes Stauwehr aufgeschüttet.
Die Bewilligung des Großherzogtums Baden wurde am 2. Mai 1894 erteilt, die des Kantons Aargau am 21. August 1894. Die Konzession war auf Schweizer Seite auf 90 Jahre begrenzt, mit anschließender unentgeltlicher Abtretung der auf Kantonsgebiet liegenden Anlagenteile an den Kanton Aargau. Die Konzession des Großherzogtums war unbegrenzt.
Die Ausführung des Projektes wurde längere Zeit durch Schwierigkeiten finanzieller Art aufgehalten. Am 27. Dezember 1894 konnte die Firma Kraftübertragungswerke Rheinfelden AG errichtet und im Handelsregister eingetragen werden. Der Kraftwerksbau wurde im Sommer 1895 begonnen, und im Sommer 1898 konnte ein Teil des Kraftwerkes in Betrieb genommen werden. Das Kraftwerk Rheinfelden, das mit 20 Maschinen 32 000 PS erzeugt, ist heute [1961] hinsichtlich seiner Produktionskapazität das kleinste der Rheinkraftwerke. Es beliefert die Rheinfelder Industrie mit Strom und wurde der erste Stromversorger für die Hochrheingemeinden, für den Hotzenwald (Waldelektra), für das Wehra- und Wiesental.
Am 20. Oktober 1902 wurde eine Erhöhung des Stauwehres bewilligt und am 2. Oktober 1915 eine Erhöhung der Schütze. Mit dem Bau des Kraftwerks siedelten sich im badischen Rheinfelden viele energieintensive Fabriken an wie die Aluminium- und Chemieindustrie. Auch im aargauischen Rheinfelden begann mit dem Kraftwerksbau die Industrialisierung.
Zwischenfall im Ersten Weltkrieg
Während des Ersten Weltkrieges, am 16. Oktober 1916, entging das Kraftwerk knapp einem Anschlag. Drei französische Geheimagenten planten die Sprengung der Anlage; der Sprengkörper detonierte allerdings zu früh. Als Folge des Anschlages vereinbarten die Schweizer und badischen Militärbehörden ein geheimes Abkommen bezüglich der gemeinsamen Überwachung.

### Pläne zur Erneuerung
Bereits im Jahr 1984 wollten der damalige Betreiber Kraftübertragungswerke Rheinfelden (KWR) und der Kanton Aargau ein neues Kraftwerk an der Stelle des ursprünglichen errichten. Durch die Liberalisierung des Strommarktes erschien der Neubau nicht mehr rentabel und wurde deswegen verschoben. Im Dezember 1989 hatten der Schweizer Bundesrat und das Regierungspräsidium Freiburg über eine Verlängerung der Konzession um weitere 80 Jahre zu entscheiden. Diese wurde mit der Auflage bewilligt, dass ein neues Kraftwerk eine höhere Stromproduktion erzielen müsse. Da dies mit dem alten Kraftwerk nicht mehr nennenswert möglich war, wurde ein neues Wasserkraftwerk gebaut. In der Baugenehmigung wurde hierbei der Abriss des alten Wasserkraftwerkes vorgesehen.

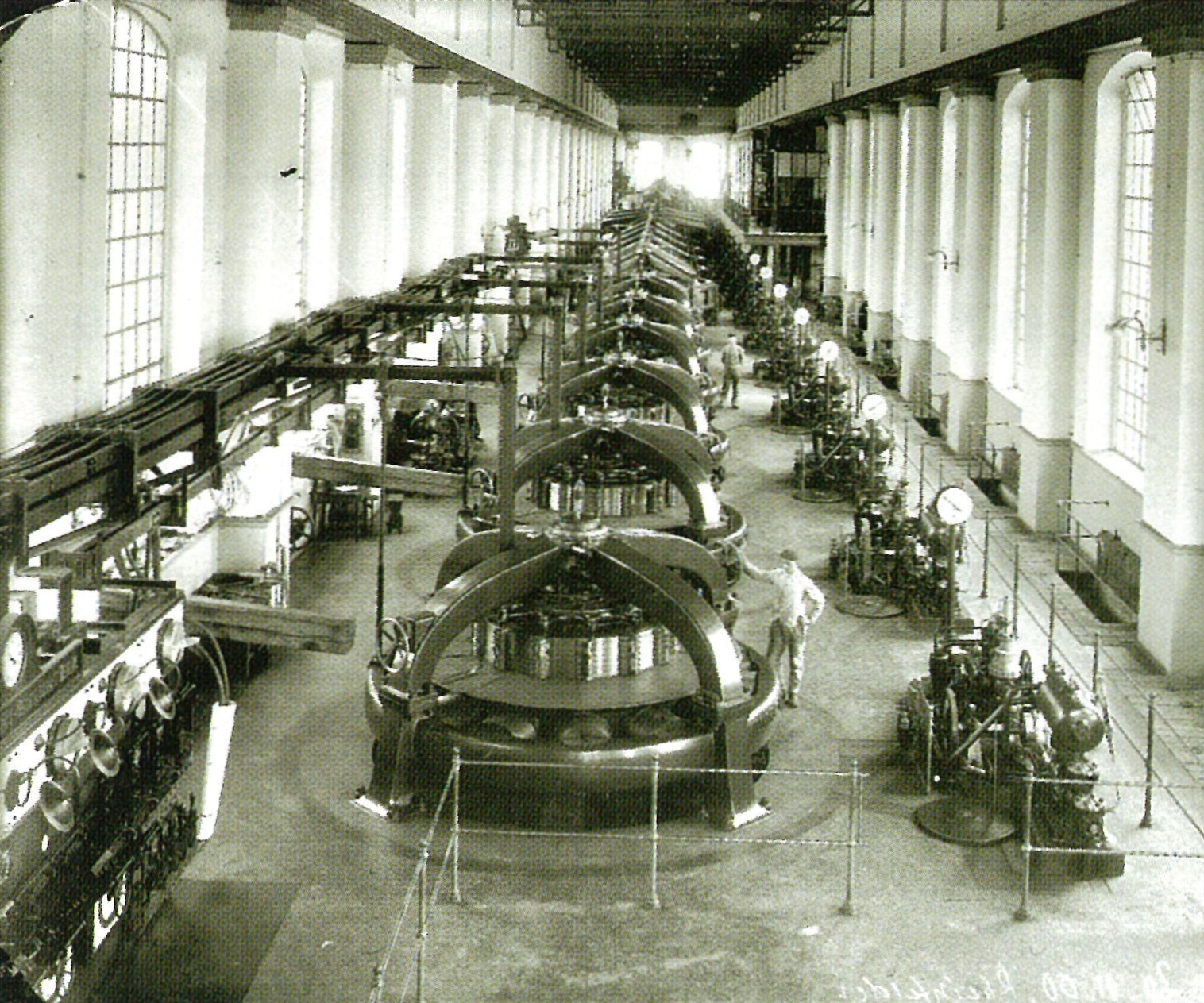
Innenansicht um 1900, im Vordergrund die Gleichstromgeneratoren

## Technische Daten
Das Maschinenhaus besaß 20 Turbinenkammern von je 5,5 Metern Breite, die gegen das Oberwasser mit zwei Drehtoren von 2,75 × 5 Metern abschottbar waren, gegen das Unterwasser mit Zugschütze und Dammbalken.
In den Kammern waren ursprünglich 20 achtkränzige, vertikalachsige Francisturbinen zu je 800 bis 1200 PS Leistung eingebaut. Direkt mit diesen verbunden, als sogenannte Generatorturbinensätze, waren acht Drehstromgeneratoren (6800 Volt, 50 Hertz) und zwölf Gleichstromgeneratoren (100 bis 1800 Volt).
|                           | Altes Kraftwerk                                | Neues Kraftwerk                    |
| ------------------------- | ---------------------------------------------- | ---------------------------------- |
| Ausbauwassermenge         | 600 m³/s                                       | 1500 m³/s                          |
| Nettogefälle              | 4,2–6,0 m                                      | 6,0–9,1 m                          |
| Installierte Leistung     | 25,7 MW                                        | 100 MW                             |
| Turbinentypen             | 8 Kaplan-, 6 Propeller- und 6 Francis-Turbinen | 4 doppelt regulierte Rohr-Turbinen |
| Mittlere Jahresproduktion | 185 Millionen kWh                              | 600 Millionen kWh                  |

Zuletzt waren folgende Maschinensätze installiert:
| Maschinen- gruppe | Baujahr | Hersteller Turbine | Turbinentyp | Hersteller Generator | Stromart                                                 | kW   | Betreiber  |
| ----------------- | ------- | ------------------ | ----------- | -------------------- | -------------------------------------------------------- | ---- | ---------- |
| 01                | 1925/28 | Charmilles         | Propeller   |                      | ursprünglich Gleichstrom, später ersetzt durch Drehstrom | 1180 | KWR (Alu)  |
| 02                | 1925/28 | Charmilles         | Propeller   |                      | ursprünglich Gleichstrom, später ersetzt durch Drehstrom | 1180 | KWR (Alu)  |
| 03                | 1925/28 | Charmilles         | Propeller   |                      | ursprünglich Gleichstrom, später ersetzt durch Drehstrom | 1180 | KWR (Alu)  |
| 04                | 1914    | Escher/Wyss        | Francis     |                      | ursprünglich Gleichstrom, später ersetzt durch Drehstrom | 920  | KWR (Alu)  |
| 05                | 1914    | Escher/Wyss        | Francis     |                      | ursprünglich Gleichstrom, später ersetzt durch Drehstrom | 920  | KWR (Alu)  |
| 06                | 1925/28 | Charmilles         | Propeller   |                      | ursprünglich Gleichstrom, später ersetzt durch Drehstrom | 1180 | KWR (Alu)  |
| 07                | 1925/27 | Charmilles         | Propeller   | AEG                  | Drehstrom                                                | 1180 | KWR        |
| 08                | 1925/27 | Charmilles         | Propeller   | AEG                  | Drehstrom                                                | 1180 | KWR        |
| 09                | 1897    | Escher/Wyss        | Francis     | AEG                  | Drehstrom                                                | 920  | KWR        |
| 10                | 1898    | Escher/Wyss        | Francis     | AEG                  | Drehstrom                                                | 920  | KWR        |
| 11                | 1938    | Voith              | Kaplan      |                      | Drehstrom                                                | 2794 | KWR        |
| 12                | 1938    | Voith              | Kaplan      |                      | Drehstrom                                                | 2794 | KWR        |
| 13                | 1897    | Escher/Wyss        | Francis     | AEG                  | Drehstrom                                                | 920  | KWR        |
| 14                | 1897    | Escher/Wyss        | Francis     | AEG                  | Drehstrom                                                | 920  | KWR        |
| 15                | 1928    | Voith              | Kaplan      |                      | ursprünglich Gleichstrom, später ersetzt durch Drehstrom | 1588 | KWR (Hüls) |
| 16                | 1928    | Voith              | Kaplan      |                      | ursprünglich Gleichstrom, später ersetzt durch Drehstrom | 1588 | KWR (Hüls) |
| 17                | 1929    | Voith              | Kaplan      | MFO                  | ursprünglich Gleichstrom, später ersetzt durch Drehstrom |      | KWR (Hüls) |
| 18                | 1929    | Voith              | Kaplan      | MFO                  | ursprünglich Gleichstrom, später ersetzt durch Drehstrom |      | KWR (Hüls) |
| 19                | 1934    | Voith              | Kaplan      |                      | ursprünglich Gleichstrom, später ersetzt durch Drehstrom |      | KWR (Hüls) |
| 20                | 1934    | Voith              | Kaplan      |                      | ursprünglich Gleichstrom, später ersetzt durch Drehstrom |      | KWR (Hüls) |

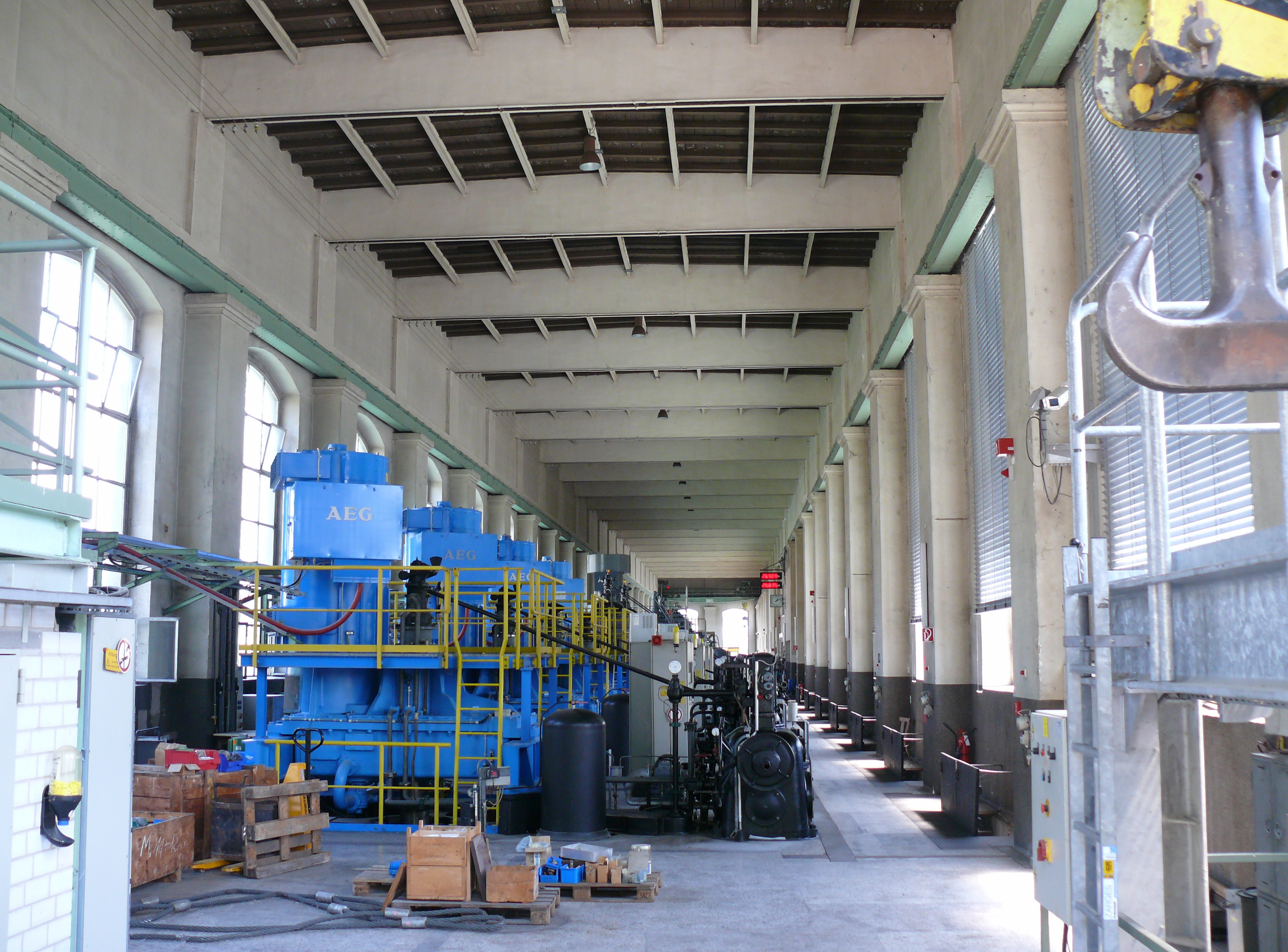
Blick ins Innere des Kraftwerkes im Juni 2010 – im Vordergrund Maschine 20

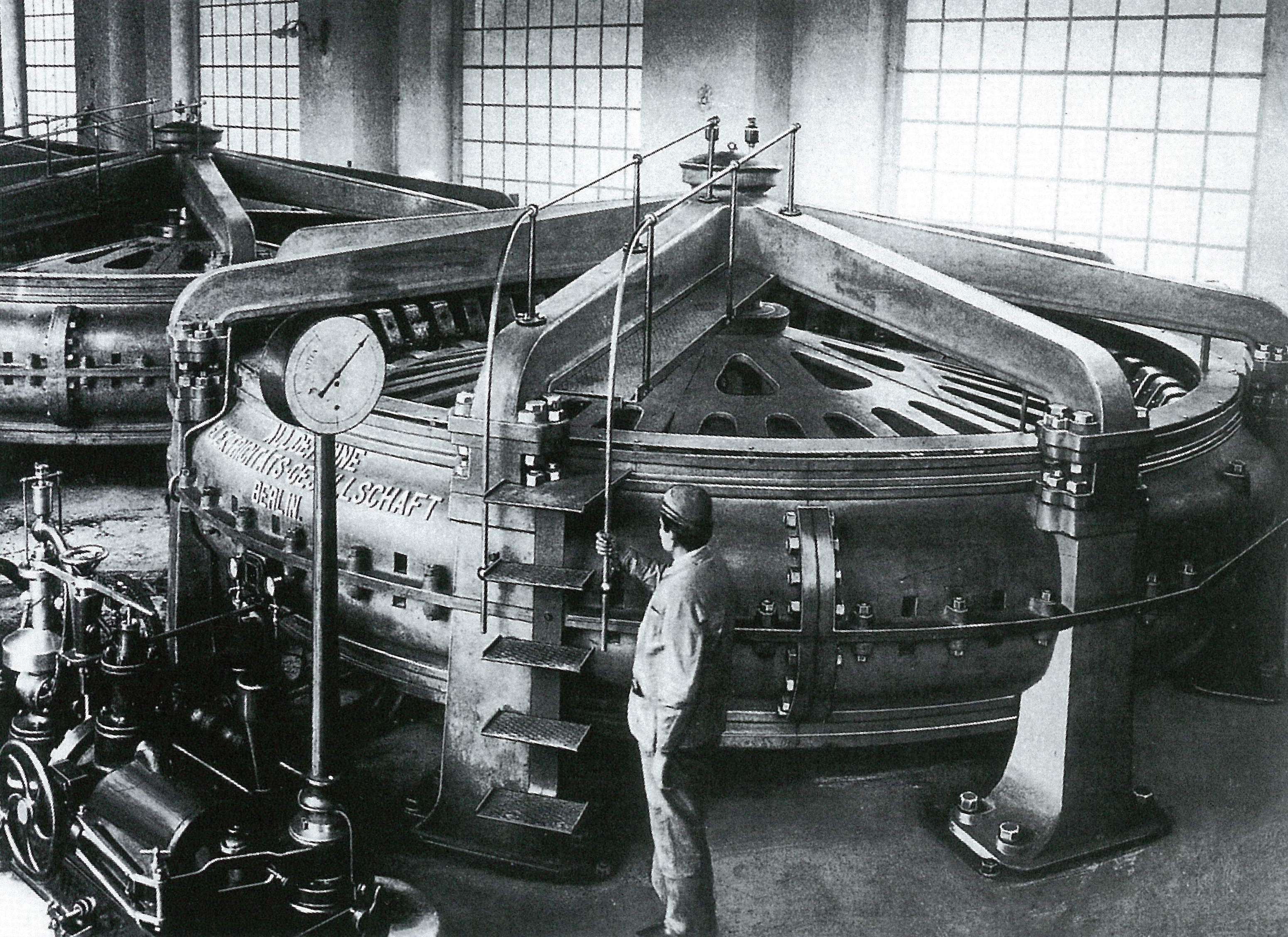
Nahansicht eines Drehstromgenerators (um 1900)

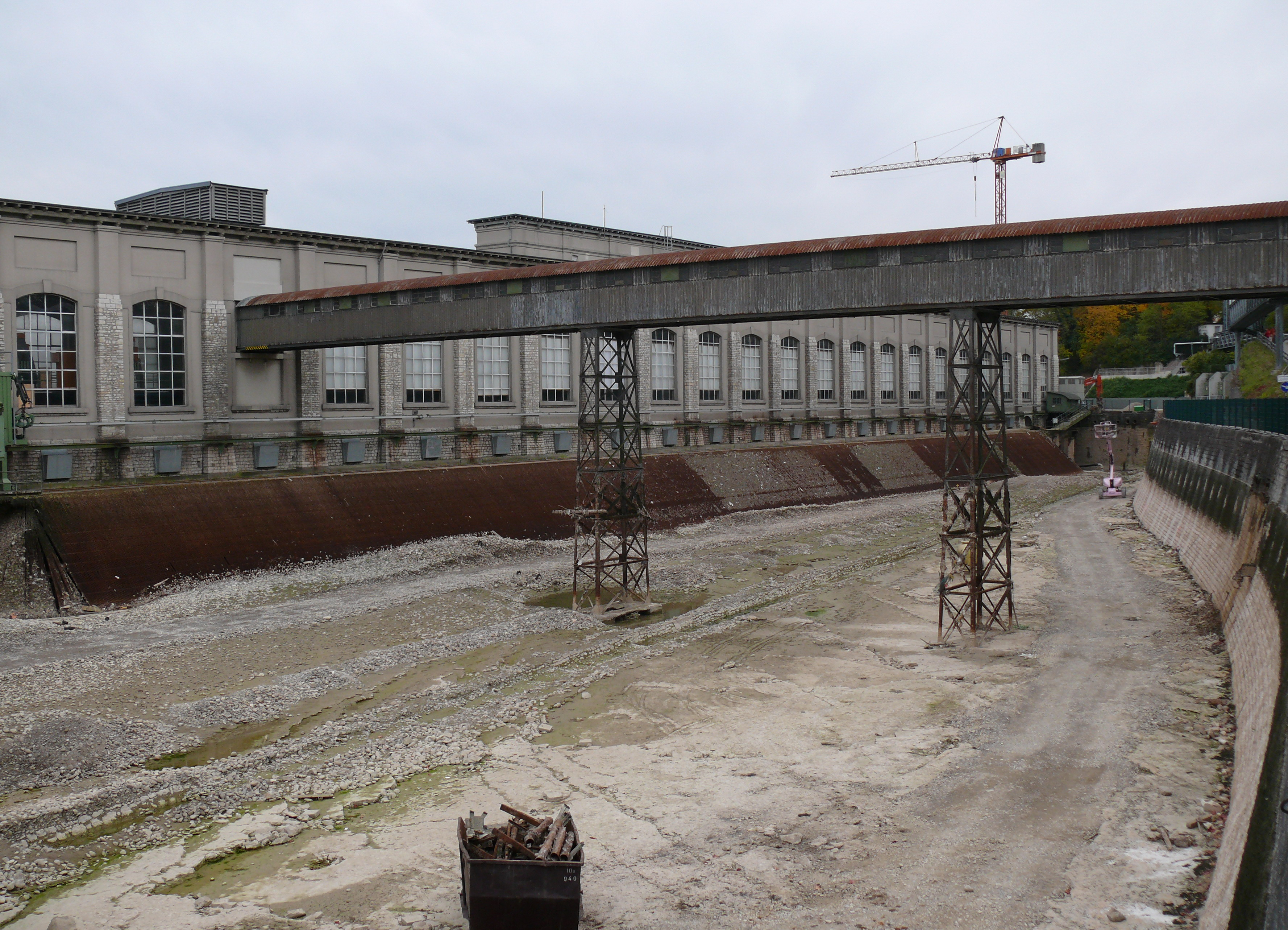
Blick in den leeren Oberwasserkanal des Kraftwerkes

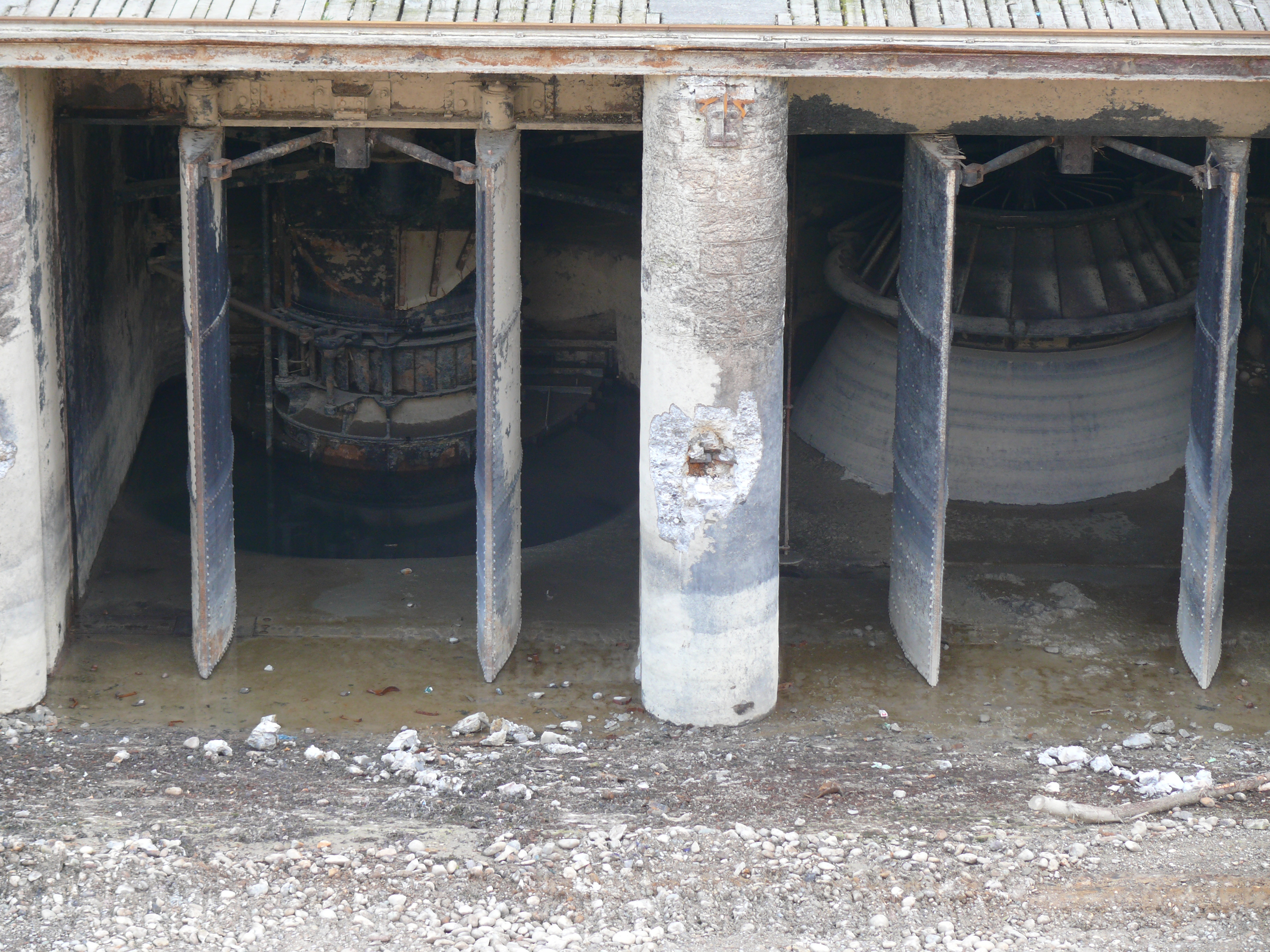
Blick in die Turbinenkammern nach Abriss des Feinrechens: links Maschine 14 (Francis), rechts Maschine 15 (Kaplan)

Außerdem verfügte das Kraftwerk über zwei Rechenreinigungsmaschinen für die Feinrechen, die das gesammelte Geschwemmsel über zwei Öffnungen ins Unterwasser entsorgten. Diese beiden Geschwemmselöffnungen wurden permanent durch das Wasser des Oberwasserkanals gespült. Der Oberwasserkanal besaß einen über Schütze regulierten Grundablass.

## Technikgeschichtliche Bedeutung

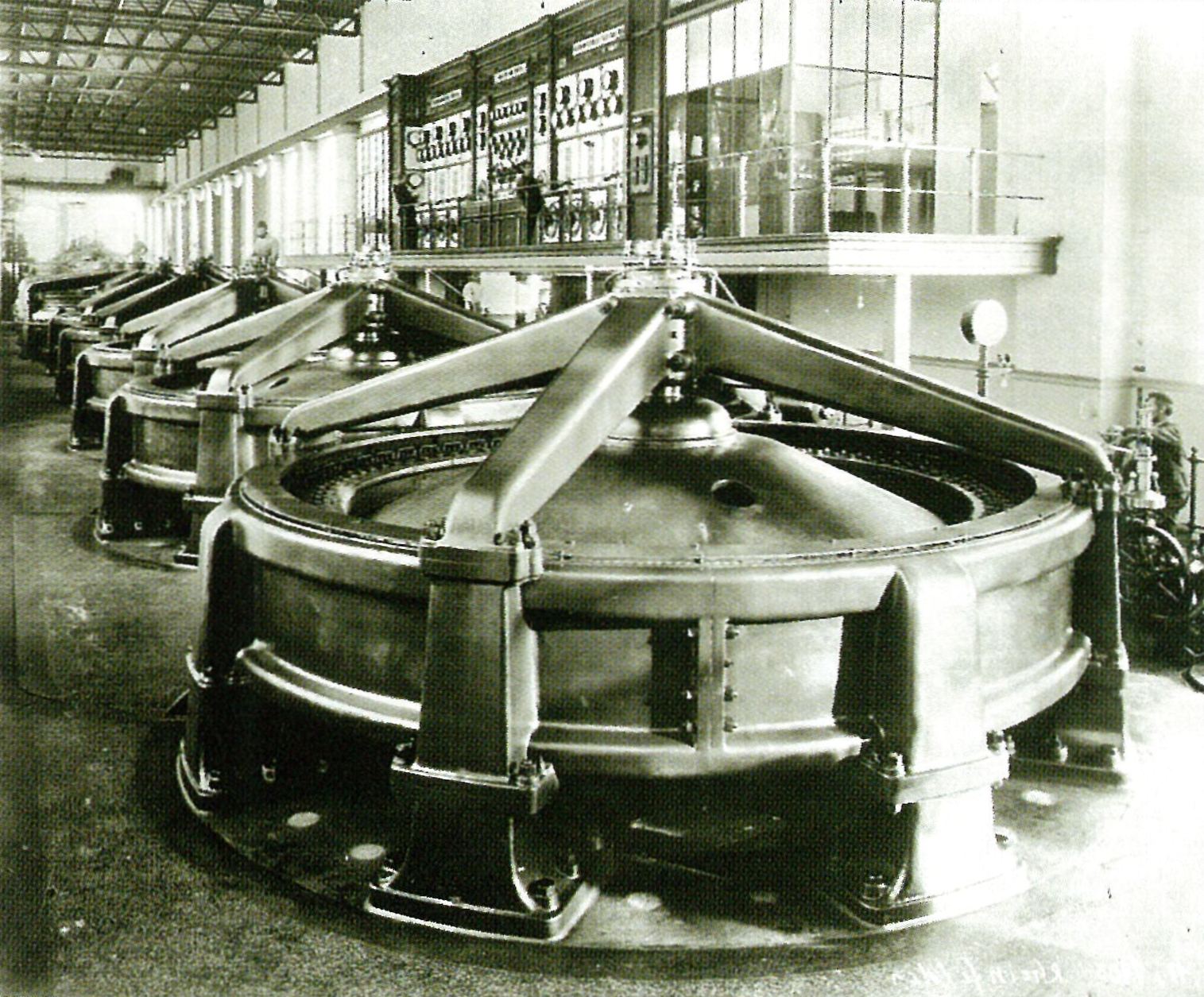
Im Maschinenhaus: die Drehstromgeneratoren (um 1900)

Das Bauwerk samt seiner Technik gilt als von großer internationaler Bedeutung für die Geschichte der Elektrizitätsnutzung und der erneuerbaren Energien. Die Anlage war die älteste noch bestehende große Wasserkraftanlage in Europa, zugleich war sie das erste große Niederdruck-Wasserkraftwerk der Welt. Da das erste Großwasserkraftwerk der Welt, das Adams Powerhouse No. 1 in Niagara Falls/USA nicht mehr existiert, war die Anlage in Rheinfelden bis zu ihrem Abriss das älteste noch bestehende Großwasserkraftwerk der Welt. Zwei der Maschinensätze (Turbinen und Generatoren sind direkt gekuppelt) arbeiteten über 100 Jahre lang.
Beim Wasserkraftwerk Rheinfelden wurde erstmals in großtechnischem Maßstab Drehstrom (Dreiphasenwechselstrom) mit einer Frequenz von 50 Hz erzeugt, die heute fast weltweit Standard ist. Die Generatormontage in Rheinfelden wurde 1898 von Michail Doliwo-Dobrowolsky persönlich überwacht. Das Kraftwerk Rheinfelden war auch die Keimzelle des heutigen europäischen Stromverbundnetzes: 1905 wurden wegen einer Havarie im Kraftwerk Wangen an der Aare Stromlieferungen dorthin vorgenommen, ab 1906 gab es Gegenlieferungen zum Kraftwerk Rheinfelden, womit erstmals in Europa Leitungen zweier Kraftwerke in verschiedenen Versorgungsgebieten zusammengeschaltet wurden. Am 10. Mai 1903 wurde die Stromabsatzgenossenschaft Waldelektra zum Antrieb der Maschinen, vor allem Webstühle, der Hotzenwälder Hausindustrie gegründet. Die Ausführung des Leitungsnetzes wurde der AEG übertragen. Mit dem Kraftwerk wurde ein Liefervertrag für Drehstrom mit 6000 Volt verketteter Spannung auf 10 Jahre abgeschlossen. Die Stromlieferungen waren aber anfänglich aufgrund des Geländes und der Witterung nur schleppend in den Griff zu bekommen, und die Ablehnung der Arbeiter gegen das »neuartige« war groß, doch ab 1909 stieg die Zahl der Abnehmer beständig.

### Kontroverse um den Abbruch des Kraftwerkes

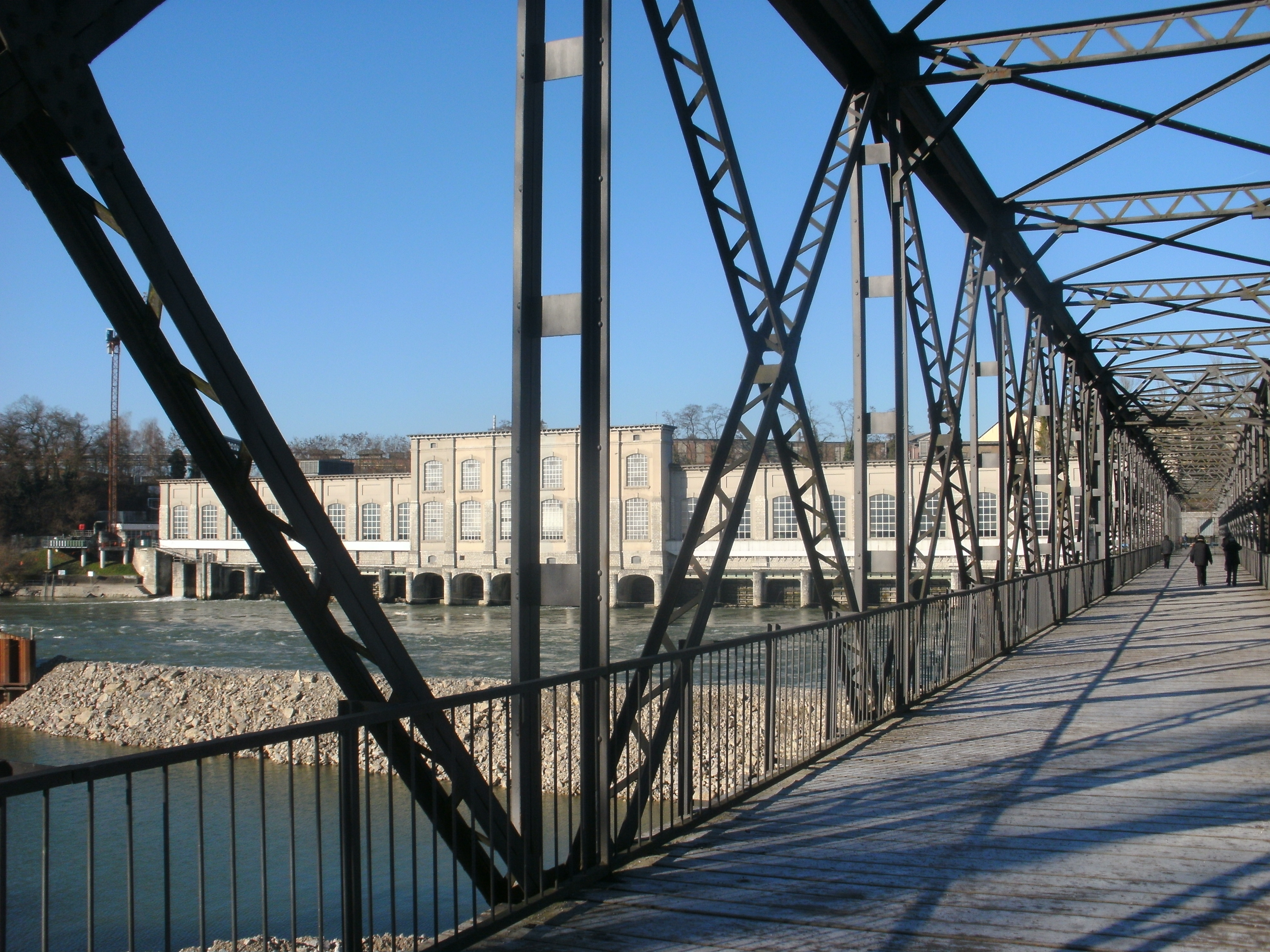
Blick vom Eisensteg auf das alte Kraftwerk im Januar 2010

Trotz dieser hohen technikgeschichtlichen Bedeutung war nach dem Bau des neuen Kraftwerks der Abbruch des alten Maschinenhauses und des Eisenstegs vorgesehen. Der Kraftwerksbau hatte zwar nach baden-württembergischem Denkmalschutzrecht durchaus die Eigenschaft eines Baudenkmals. Da aber das zum Ausgleich der Eingriffe durch den Neubau in den Naturhaushalt vorgesehene Fischaufstiegsgewässer nur an der Stelle des alten Kraftwerks zu verwirklichen war und man im Genehmigungsverfahren noch nicht die Möglichkeit sah, dieses Umgehungsgewässer unter einem Teil des alten Maschinenhauses hindurchzuführen, wurde das Gebäude seinerzeit als nicht erhaltbar eingestuft. In der Konsequenz wurde es – entgegen einer fachlichen Stellungnahme des Landesamtes für Denkmalpflege – vom Regierungspräsidium Freiburg nicht in das Denkmalbuch eingetragen, womit es nach § 12 des baden-württembergischen Denkmalschutzgesetzes einen höheren Schutz als „normale Denkmale“ bekommen hätte.
Nach einer letzten gemeinsamen Anhörung von Vertretern der beteiligten Kommunen und Umweltverbände beidseits des Rheins sowie des Kraftwerkbetreibers Energiedienst und der binationalen Denkmalschutzinitiative IG Pro Steg am 21. Juni 2010 entschied der Freiburger Regierungspräsident Julian Würtenberger, dass rechtlich kein Moratorium möglich sei und das Maschinenhaus sowie der Kraftwerkssteg im Herbst 2010 abgerissen werden müssten. Am 14. Juli 2010 reichte die Initiative IG Pro Steg dennoch gleichlautende Petitionen für ein Abbruchmoratorium an den Petitionsausschuss des Landtages von Baden-Württemberg und den Petitionsausschuss des Deutschen Bundestages ein. Eine weitere Petition an den Bundestag richtete der Verband der Elektrotechnik, Elektronik und Informationstechnik (VDE).

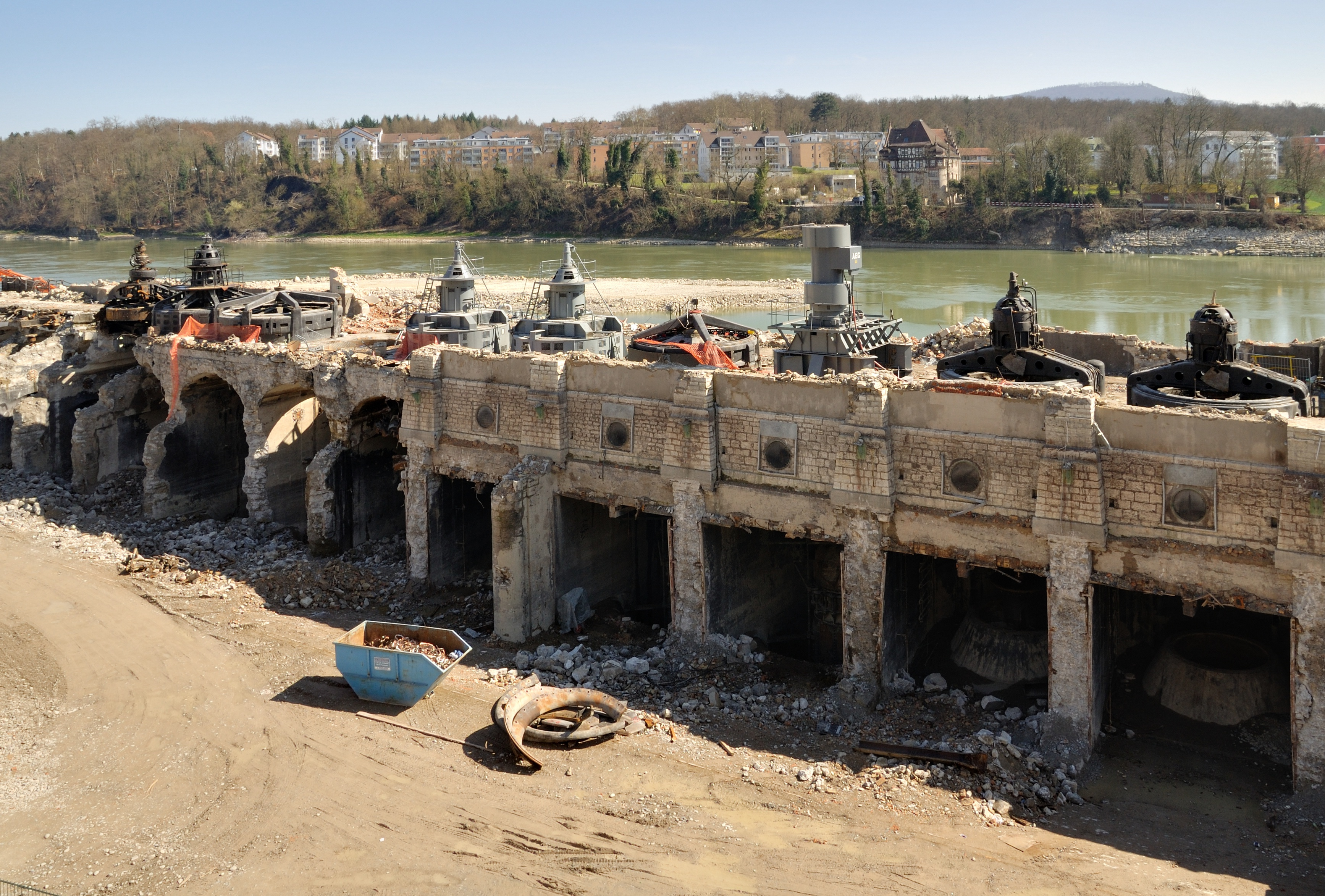
Abbruchreste des alten Kraftwerks im März 2011

### Abbruch
Am 27. Juli 2010 legte die Energiedienst die Generatoren des Kraftwerkes endgültig still, anschließend wurde damit begonnen, den Einlaufkanal trockenzulegen und zuzuschütten.
Anfang August 2010 reichte die Initiative IG Pro Steg mit Unterstützung der internationalen Denkmalschutzorganisationen ICOMOS und TICCIH bei der europäischen Abteilung der UNESCO in Paris einen Antrag auf Aufnahme des Wasserkraftwerkes in die Tentativliste künftiger Weltkulturerbestätten ein. Der Antrag hatte jedoch keine direkt aufschiebende Wirkung auf die Abrissplanungen.
Am 3. November 2010 wurde der Eisensteg für den Personenverkehr gesperrt und anschließend mit dem Abbruch desselben begonnen, ebenso mit dem Abbruch des Portierhauses.
Im Juli 2012 wurde in der Nähe des ehemaligen Kraftwerk-Standortes der Ausstellungspavillon Kraftwerk 1898 eröffnet, in dem neben einigen Schautafeln auch die Maschine 10 des Kraftwerks besichtigt werden kann. Der Pavillon ist zusammen mit drei Aussichtsplattformen Teil des Rheinufer-Rundwegs.

## Trivia
In der Deutschlandversion des Spiels Monopoly aus dem Jahr 2007 stellte das alte Kraftwerk das Wasserwerk dar.

## Auszeichnungen
Am 25. September 2014 wurde das Alte Laufwasserkraftwerk mit dem Milestone des Institute of Electrical und Electronics Engineers (IEEE) mit Sitz in New York geehrt. Die Auszeichnung kam durch die Initiative "Pro-Steg" zustande.